# Edyta Jasińska
Edyta Jasińska, née le 28 novembre 1986 en Pologne à Lubań, est une coureuse cycliste polonaise, spécialiste de la piste.

## Palmarès sur piste

### Championnats du monde
- Pruszków 2009
  - 13e de la poursuite par équipes
  - 19e de la poursuite individuelle
- Ballerup 2010
  - 12e de la poursuite par équipes
- Apeldoorn 2011
  - 14e de la poursuite par équipes
- Minsk 2013
  - 4e de la poursuite par équipes
- Cali 2014
  - 4e de la poursuite par équipes
- Saint-Quentin-en-Yvelines 2015
  - 16e de la poursuite individuelle
- Londres 2016
  - 7e de la poursuite par équipes

### Championnats d'Europe
- Panevėžys 2012
  -  Médaillée d'argent de la poursuite par équipes
- Apeldoorn 2013
  -  Médaillée d'argent de la poursuite par équipes

### Championnats de Pologne
| - 2007 - Championne de Pologne de poursuite individuelle - 2008 - Championne de Pologne de poursuite individuelle - 2009 - Championne de Pologne de poursuite individuelle - Championne de Pologne de poursuite par équipes - 2010 - Championne de Pologne de poursuite individuelle - Championne de Pologne de poursuite par équipes - 3e de la course aux points - 3e de l'omnium - 2012 - 2e de la poursuite individuelle - 3e de la poursuite par équipes | - 2013 - 3e de la poursuite par équipes - 3e de la course aux points - 2014 - Championne de Pologne de poursuite individuelle - 3e de l'omnium - 2015 - Championne de Pologne de poursuite individuelle - 3e de l'omnium - 2016 - Championne de Pologne de poursuite individuelle - Championne de Pologne de poursuite par équipes - Championne de Pologne de course aux points - Championne de Pologne de course à l'américaine - Championne de Pologne d'omnium |

## Palmarès sur route
- 2009
  - 2e du championnat de Pologne sur route
  - 2e du championnat de Pologne de contre-la-montre par équipes
- 2010
  -  Championne de Pologne de contre-la-montre par équipes
  -  Championne de Pologne de contre-la-montre en duo (avec Małgorzatą Ziemińską)
- 2011
  - 3e du championnat de Pologne de contre-la-montre par équipes
- 2012
  -  Championne de Pologne de contre-la-montre par équipes
- 2019
  -  Médaillée d'argent de la course en ligne par équipes des Jeux mondiaux militaires